# 聯合議會
聯合議會（拉丁語： sub vinculo confoederationis）- 第一共和內議會特殊的組織作業方式。
十七世紀中葉時開始將自由否決權的原則付諸實行，任何一名議員都能使議會的會議中斷並使議會通過的決議無效。隨著時間演進，議會受中斷的次數增加，使聯邦的立法機構和立法程序癱瘓。
十八世紀時聯邦制度改革者試圖利用邦聯（貴族或軍隊間聯合以保護自身利益）所採用的原則，聯合地方議會采多數決，不需要一致性通過。在此情況下成立了聯合議會，議員們形成聯盟（其一代表王冠領地，其二代表大公國），各個議會分別選擇自己的議長，會議就於聯合的結合點舉行。議會中采多數決。
最知名的聯合議會包括：大會議會（1764）、雷普寧議會 （1767-1768）及四年議會（1788-1792）。然而1773-1775年間運作的聯合議會由三個相鄰的瓜分國所召集：俄羅斯、普魯士及奧地利，以批准第一次瓜分波蘭期間所分配到的聯邦領土。